# Circondario del Niederbarnim
Il circondario del Niederbarnim (in tedesco Kreis Niederbarnim; letteralmente Circondario del basso Barnim) era un circondario tedesco, esistito dal 1816 al 1952. Prendeva nome dal territorio del Barnim.

## Storia
Il circondario del Niederbarnim venne creato il 1º gennaio 1816, nell'ambito della nuova suddivisione amministrativa del Regno di Prussia. Esso era compreso nella provincia del Brandeburgo, e all'interno di questa suddiviso fra i distretti governativi di Berlino e di Potsdam. Il capoluogo era posto nella città di Berlino, al di fuori del territorio circondariale.
Nel 1822, in conseguenza dello scioglimento del distretto di Berlino, l'intero territorio circondariale venne sottoposto al distretto di Potsdam.
In conseguenza dell'espansione urbana della città di Berlino, il circondario perse progressivamente alcuni comuni, annessi alla capitale o elevati al rango di città extracircondariale. Nel 1920, con la creazione della "Grande Berlino", tutte le zone suburbane vennero annesse alla città, e il circondario perse un'ampia parte del suo territorio.
Nel 1952 la Repubblica Democratica Tedesca emanò una legge di riordino dei circondari. Il circondario del Niederbarnim fu disciolto e il territorio suddiviso fra i circondari di Bernau, di Oranienburg e di Strausberg.

## Suddivisione amministrativa
Al 1º gennaio 1945, il circondario comprendeva:
- città di Alt Landsberg; Bernau b. Berlin; Liebenwalde; Oranienburg
- comuni di Ahrensfelde; Basdorf; Bergfelde; Bernöwe; Birkenwerder b. Berlin; Birkholz; Blumberg; Börnicke; Borgsdorf; Bruchmühle; Dahlwitz-Hoppegarten; Eggersdorf; Eiche; Eichhorst; Erkner; Fredersdorf b. Berlin; Freienhagen; Friedrichsthal; Germendorf; Glienicke; Groß Schönebeck (Schorfheide); Grünheide (Mark); Hammer; Hennickendorf; Herzfelde; Hönow; Hohen Neuendorf; Kagel; Kienbaum; Klandorf; Klosterfelde; Kreuzbruch; Krummensee; Lanke; Lehnitz; Lichtenow; Liebenthal; Lindenberg; Lobethal; Löhme; Malz; Marienwerder; Mehrow; Mönchwinkel; Mühlenbeck; Münchehofe; Nassenheide; Neuenhagen b. Berlin; Neuholland; Petershagen b. Berlin; Prenden; Rehfelde (Kr. Niederbarnim); Rüdersdorf (b. Berlin); Ruhlsdorf; Sachsenhausen; Schildow; Schluft; Schmachtenhagen; Schöneiche bei Berlin; Schönerlinde; Schönfließ; Schönow; Schönwalde; Schwanebeck; Seeberg; Seefeld; Sophienstädt; Spreeau; Stolpe; Stolzenhagen; Vogelsdorf; Wandlitz; Wensickendorf; Werder; Woltersdorf; Zehlendorf; Zepernick; Zerpenschleuse; Zinndorf; Zühlsdorf
- Gutsbezirk di Barnimer Heide (in parte); Oranienburger Heide; Rüdersdorfer Heide; Schorfheide (in parte)